# Cornelia Bernadette Horn
Cornelia Bernadette Horn (* 14. Oktober 1968 in Hardheim) ist eine deutsche Orientalistin mit dem Spezialgebiet Wissenschaft vom Christlichen Orient. Sie ist Inhaberin des Lehrstuhls Sprachen und Kulturen des Christlichen Orients und Leiterin des Seminars Christlicher Orient und Byzanz am Orientalischen Institut der Martin-Luther-Universität Halle-Wittenberg (MLU). Vom 1. April 2017 bis zum 31. März 2021 war sie Geschäftsführende Direktorin des Orientalischen Instituts der MLU.

## Leben
Cornelia Horn studierte Klassische Philologie, Philosophie, Orientalische Sprachen, Kirchengeschichte, computergestützte linguistische Textanalyse sowie Theologie in Deutschland (Universität Würzburg), Liechtenstein, der Schweiz und den USA. Sie widmete sich ausführlich dem Studium der arabischen, syrischen, äthiopischen, hebräischen, armenischen, georgischen und koptischen Sprachen. Zu Forschungsaufenthalten hielt sie sich längere Zeit in Israel auf. 2001 wurde sie an der Catholic University of America in Washington, D.C. mit einer Arbeit zur theologischen Kontroverse im Palästina des 5. Jahrhunderts um Petrus den Iberer promoviert. Horn habilitierte sich 2011 in Tübingen mit weiteren Arbeiten zur Rezeption dieses für das frühe Christentum wichtigen Asketen und Theologen sowie zur Stellung von Frauen und Kindern im Christlichen Orient unter kultureller und historischer Perspektive. Nach mehreren Stationen in den USA, darunter von 2004 bis 2012 als Assistant Professor an der Saint Louis University, wo sie aufgrund ihres Geschlechts unrechtmäßig keine Tenure erhielt,  war Horn Humboldt-Stipendiatin an der Humboldt-Universität zu Berlin und an der Universität Regensburg. Seit 2014 forschte sie an der FU Berlin und an der Universität Regensburg als Heisenberg-Stipendiatin. Die DFG überführte das Stipendium zum 1. Oktober 2016 in die Heisenberg-Professur Sprachen und Kulturen des Christlichen Orients an der Martin-Luther-Universität Halle-Wittenberg. Diese wurde nach dem Auslaufen der DFG-Förderung 2019 in den Haushalt der Universität übernommen und verstetigt.

## Schriften (Auswahl)
- Asceticism and Christological controversy in fifth-century Palestine. The career of Peter the Iberian (= The Oxford early Christian studies). Oxford University Press, Oxford u. a. 2006, ISBN 0-19-927753-2.
- John Rufus: The lives of Peter the Iberian, Theodosius of Jerusalem, and the Monk Romanus (= Writings from the Greco-Roman world. Band 24). Society of Biblical Literature, Atlanta 2008, ISBN 1-58983-200-0.
- mit John W. Martens: “Let the little children come to me”. Childhood and children in early Christianity. Catholic University of America Press, Washington, DC 2009, ISBN 0-8132-1674-5.
- mit Robert Phenix (Hrsg.): Children in late ancient Christianity (= Studien und Texte zu Antike und Christentum. Band 58). Mohr Siebeck, Tübingen 2009, ISBN 978-3-16-150235-4.
- mit Geoffrey B. Greatrex, Robert Phenix, Sebastian Brock, Witold Witakowski: The chronicle of Pseudo-Zachariah Rhetor. Church and war in Late Antiquity (= Translated texts for historians. Band 55). Liverpool University Press, Liverpool 2011, ISBN 978-1-84631-493-3.
- (Hrsg.): The Bible, the Qur'ān, & their interpretation. Syriac perspectives (= Eastern Mediterranean texts and contexts. Band 1). Abelian Academic, Warwick 2013, ISBN 0615785042.
- mit Tʻamar Nucʻubiże, Alexey Ostrovsky (Hrsg.): Georgian Christian thought and its cultural context. Memorial volume for the 125th Anniversary of Shalva Nutsubidze (1888–1969) (= Texts and studies in Eastern Christianity. Band 2). Brill, Leiden/Boston 2014, ISBN 9004264272.
- mit Robert Phenix: The Rabbula Corpus. Comprising the Life of Rabbula, His Correspondence, a Homily Delivered in Constantinople, Canons, and Hymn (= Writings from the Greco-Roman World. Band 17). Society of Biblical Literature, Atlanta 2017, ISBN 0884140784.